# Talk Talk
Talk Talk — британський музичний гурт з Лондона утворений 1981 році Марком Голлісом (вокал, гітара, фортепіано), Лі Гаррісом (барабани) та Полом Веббом (бас). Колектив досяг раннього успіху в чартах своїми синті-поп хітами, серед яких «Talk Talk» (1982), «It's My Life», «Such a Shame» (1984), після чого у середині 80-х почався період експериментаторства у музиці, в результаті чого гурт став передвісниками жанру пост-рок. Найбільшого успіху у Великій Британії та Європі Talk Talk здобули в середині 80-х синглами «Life's What You Make It» (1985) та «Living in Another World» (1986), а у 1988 випустили четвертий альбом «Spirit of Eden», котрий попри визнання критиків був комерційно недосить успішним.
Суперечки з лейблом гурту EMI, призвели до судових позовів та конфронтацій. Вебб покинув гурт, а Talk Talk перейшли на Polydor, де випустили останній студійний альбом 1991 року «Laughing Stock», після чого розпалися. Марк Голліс випустив єдиний сольний альбом у 1998 році, після чого пішов із музичної індустрії, він помер у 2019 році. Пол Вебб та Лі Гарріс грали у кількох гуртах разом, а багаторічний колега та співавтор пісень колективу Тім Фріз-Грін продовжив працювати як музикант і продюсер.

## Історія гурту

### 1981–1983: формування
Talk Talk розпочинали творчу діяльність як квартет, до складу якого входили Марк Голліс, що раніше виступав у групі The Reaction (вокал/автор пісень), Лі Гарріс (барабани), Пол Вебб (бас-гітара) та Саймон Бреннер (клавішні). У перші роки свого існування гурт часто порівнювали з Duran Duran. На додаток до назви, що складається з двох однакових слів, вони мали спільний музичний напрямок, натхненний Roxy Music, а також лейбл (EMI) та продюсера (Коліна Терстона). Колектив також виступав на розігріві Duran Duran під час гастролей наприкінці 1981 року.
Гурт випустили свій перший сингл "Mirror Man" на лейблі EMI у лютому 1982 року. Сингл не мав великого успіху, але за ним швидко вийшов їх однойменний сингл "Talk Talk" у квітні 1982 року (перезапис треку The Reaction), який досяг №52 у Великій Британії. Перший альбом гурту під назвою The Party's Over вийшов у липні 1982 року. Гурт потрапив у Top 40 хітів Сполученого Королівства із синглами "Today" (UK № 14) та перевиданим "Talk Talk" (UK No.23). Ці сингли також стали хітами у інших країнах, включаючи Ірландію, Південну Африку, Австралію та Нову Зеландію. Перевидання синглу "Talk Talk" потрапило у Топ-75 США. Альбом продюсував Колін Терстон, котрий був на той час продюсером Duran Duran у EMI. Голліс вибрав його в якості продюсера через участь Терстона у записі альбому Heroes Девіда Бові. Загалом у Великій Британії альбом мав помірний успіх, він досяг 21-го місця, а згодом був сертифікований BPI як "срібний", усього було продано 60000 примірників до 1985 року. Також потрапив у Top 10 хітів у Новій Зеландії.
Бреннер покинув гурт після хіт-синглу "My Foolish Friend", котрий був випущений в 1983 році, продюсером якого став Ретт Девіс, відомий своєю співпрацею з Roxy Music. Talk Talk продовжили як тріо, оскільки місце Бреннера ніколи офіційно ніхто не займав. Тим не менше, Тім Фріз-Грін був залучений для роботи із записом другого альбому It's My Life, він став продюсером гурту, а також клавішником та співавтором пісень разом із Голлісом. Попри те, що Фріз-Грін був фактично четвертим учасником гурту і зробив великий внесок на студійних альбомах, він ніколи офіційно не приєднувався до Talk Talk. Таким чином, він не виступав з гастрольним гуртом на живих концертах і був відсутній у рекламних матеріалах групи.

### 1984-1986: комерційний успіх
Незважаючи на те, що Talk Talk мали помірний успіх у Великій Британії, вони досягли значного міжнародного успіху в 1984/85 роках, завдяки альбому It's My Life, особливо у континентальній Європі, Північній Америці та Новій Зеландії. Перший сингл "Such a Shame" (пісня, натхненна книгою The Dice Man) потрапив в Top 10 у Австрії, Франції, Німеччині, Італії, Нідерландах та Швейцарії. Головний трек альбому також став хітом Top 10 в Італії (де ремікс-альбом із шести пісень під назвою It's My Mix, зайняв 86 місце серед найбільш проданих альбомів 1985 року), та увійшов у Top 40 США, Канади, Франції, Німеччини, Нової Зеландії та Нідерландів. Третій сингл "Dum Dum Girl" теж мав успіх у деяких європейських країнах та Новій Зеландії, однак альбом та сингли з нього були здебільшого проігноровані у Великій Британії. Незважаючи на комерційний успіх, гурт робив навмисні кроки, котрі віддаляли їх від мейнстриму. Наприклад, у кліпі на "It's My Life" Голліс не захотів вдавати спів під фонограму (синхронізацію губ), що було продемонстровано у відео, після того, як EMI висловила незадоволення, вони повторно зняли кліп, де Марк вчинив повністю навпаки перетворивши його на "сцену цілковитої синхронізації губ".
Художник Джеймс Марш створив перше зображення обкладинки альбому "It's My Life" базуючись назвою гурту. Він дотримувався цієї теми для наступних синглів, залишаючись художнім фронтменом гурту, створюючи усі їхні обкладинки та постери.
Talk Talk повністю відмовилися від синті-поп складової на своєму третьому альбомі 1986 рокуThe Color of Spring. Це призвело до величезного успіху у Великій Британії, потрапивши у Топ-10 (альбом отримав статус "золотого" за рейтингом BPI, було продано більш ніж 100 000 примірників), зокрема завдяки синглу Top 20 "Life's What You Make It", який також отримав успіх на міжнародному рівні. Ще один сингл "Living in Another World" увійшов до рейтингу Top 40 у Німеччині, Нідерландах, Швейцарії, Бельгії та Італії (і поза межами Топ-40 у Великій Британії та Франції). До цього часу всі пісні Talk Talk були написані Голлісом та Фрізом-Гріном. Проте повний концертний склад гурту 1986 року складався з Голліса, Вебба та Гарріса, а також Джона Тернбулла (гітари), Руперта Блека та Ієна Кернова (клавішні), Філа Рейса та Лероя Вільямса (перкусія) та Марка Фелтема (гармоніка). Найвизначнішою серед цих концертів була їхня поява на джазовому фестивалі у Монтре 11 липня 1986 року, яку випустили на DVD у 2008 році під назвою Live at Montreux 1986.

### 1987–1991: експериментальний період
Успіх "The Color of Spring" забезпечив колективу величезний бюджет та необмежений термін для запису наступного альбому. Запис та сесії тривали понад рік, у створенні альбому брали участь безліч запрошених музикантів. Spirit of Eden був випущений в 1988 році на лейблі Parlophone, що належить EMI. Альбом був зібраний з великої кількості годин імпровізацій музикантів, котрі Голліс та Фріз-Грін відредагували та аранжували за допомогою цифрового обладнання. Результатом стала суміш рок-музики, джазу, класичної музики та ембієнту. Високо схвалений критиками, альбом потрапив у Top 20 Великої Британії та отримав статус "срібного ", було продано понад 60000 примірників. Гурт оголосив, що живих виступів на підтримку альбому не буде (оскільки, за словами Голліса, "Люди просто хочуть почути пісні, як вони є на альбомі і мені це не приносить задоволення"). Без гастролей, без музичних відеокліпів та синглів, як від початку задумував гурт, залишилося зовсім мало маркетингу, який звукозаписуюча компанія могла зробити, врешті-решт група неохоче погодилася на відео для реміксованої версії "I Believe in You", випущеної як перший сингл. Q Magazine: "Я справді відчуваю, що це (відео) було величезною помилкою... Я просто сидів там, слухав і замислювався про те, навіщо це все, намагався зрозуміти. Але я не зміг зрозуміти. Це просто безглуздо. Це сильно пригнічує і я би хотів, ніколи цього не робити".
Під час створення альбому Spirit of Eden менеджер Talk Talk Кіт Аспден намагався звільнити групу від контракту з EMI. "На той час я знав, що EMI - це не та компанія, з якою повинен бути гурт", - сказав Аспден. "Я боявся, що не буде грошей, для запису чергового альбому". Однак EMI хотіли зберегти колектив у своєму списку. Після багатьох місяців судових процесів гурту врешті-решт вдалося розірвати контракт. Згодом EMI подала в суд на колектив, стверджуючи, що Spirit of Eden не був "комерційно задовільним", але справу було відхилено. Пол Вебб покинув гурт наприкінці 1988 року.
Коли Talk Talk вийшли з EMI, лейбл випустив ретроспективну збірку Natural History у 1990-му році. Вона досягла 3-го місця у британських чартах та була продана тиражем понад 100 000 примірників. Вона також мала міжнародний успіх і з часом було продано понад 1 мільйон примірників у всьому світі. Сингл 1984 року "It's My Life" також був перевиданий, і цього разу він став зайняв найвищі позиції у чартах своєї рідної країни, діставшись до 13-го місця у Великій Британії. Перевиданий сингл "Life's What You Make It" також потрапив до Top-30. Слідом за цією оновленою цікавістю до гурту, лейбл випустив збірку History Revisited у 1991 році. Компіляція нових реміксів, яка увійшла у Великій Британії до Top-40 (вона також потрапила в Top-30 у Німеччині та в Top-75 у Нідерландах). Гурт висунув позов проти EMI за те, що вони видали реміксований матеріал без їхнього дозволу.
До 1990 року гурт фактично перетворився на "транспортний засіб" для студійних записів Голліса та багаторічного співавтора Фріза-Гріна, а також сесійних музикантів (включаючи багаторічного барабанщика Talk Talk Гарріса). Колектив підписав контракт на два альбоми з Polydor Records і Laughing Stock було випущено на Polydor в Verve Records у 1991 році. На Laughing Stock гурт продовжив своє експериментальне звучання розпочате на Spirit of Eden (котре тоді деякі критики уже називали як «пост-рок»). Незважаючи на, ще більший мінімалізм, ніж його попередник, Laughing Stock досяг 26-го місця у Великій Британії.

## Після розпаду
Після "Laughing Stock", "Talk Talk" розпалися у 1991 році. Голліс пояснив це тим, що хоче зосередитися на своїй родині. Пол Вебб приєднався до Лі Гарріса і вони створили гурт .O.rang, тоді як Тім Фріз-Грін почав писати музику під іменем Heligoland. У 1998 році Марк Голліс випустив свій однойменний сольний дебют "Mark Hollis", який відповідав мінімалістичному пост-роковому звучанню "Spirit of Eden" та "Laughing Stock", але незабаром після цього Голліс пішов з музичної індустрії.
Пол Вебб співпрацював під іменем Rustin Man з вокалісткою Portishead Бет Гіббонс і разом випустили альбоми Out of Season у 2002-му році, Drift Code у 2019-му та Clockdust у 2020-му, тоді як Лі Гарріс зіграв на альбомі Bark Psychosis 2004-го року Codename: Dustsucker.
Марк Голліс помер 25 лютого 2019 року у віці 64 років.

## Вплив
Вплив Talk Talk на музикантів більший ніж сама популярність гурту. Поряд з групою Slint, Talk Talk визнані гуртом котрий вплинув на "пост-рок". Свої два останні альбоми "Spirit of Eden" та "Laughing Stock" вважаються альбомами, що сформували пост-рок як жанр. Серед виконавців, які високо оцінили гурт або мають їхній вплив: Tears for Fears, Метью Гуд, Radiohead, Doves, Elbow, Shearwater, M83, Bark Psychosis, The Notwist, Седрік Бікслер-Завал з The Mars Volta, Стівен Уїлсон з Porcupine Tree, Storm Corrosion (спільний проект Мікаель Окерфельдт з Opeth та Стівена Вілсона з Porcupine Tree), Стів Гогарт з Marillion, Річард Барбіері з Japan та Porcupine Tree, і Death Cab for Cutie.
Гурти Placebo, Weezer, The Divine Comedy та The Gathering записали свою версію "Life's What You Make It", а "No Doubt" здобули міжнародний хіт записавши кавер на "It's My Life" у 2003 році, яка досягла 20-го місця у британських чартах. Lights записала кавер на "Living in Another World" в 2012 році. 
Альбом-данина та книга під назвою Spirit of Talk Talk були випущені в 2012 році. Книга включає всі твори мистецтва, зроблені Джеймсом Маршем для гурту, та рукописні тексти (від гурту). Альбом включає зображення різних художників.
У вівторок, 26 листопада 2019 року, Spirit of Talk Talk організували концерт "A Celebration Of Talk Talk And Mark Hollis"  у Королівському фестивальному залі, Лондон, Велика Британія. Колишній член гурту Саймон Бреннер, увійшов до списку запрошених музикантів, які виконували пісні з усіх п'яти студійних альбомів Talk Talk та сольного альбому Марка Голліса. Газета The Evening Standard описав концерт як A Majestic Tribute.
Голліса і Talk Talk продовжують цінити як митців, котрі не піддавалися тиску корпоративних та комерційних інтересів.

## Дискографія

### Студійні альбоми
- Talk Talk (1982)
- The Party’s Over (1982)
- It’s My Life (1984)
- The Colour of Spring (1986)
- Spirit of Eden (1988)
- Laughing Stock (1991)

### Відомі кавери
- У 2002-му році, співачка Сандра випустила кавер-версію пісні "Such a Shame" котра не стала хітом.
- У 2003-му році, гурт No Doubt записали кавер-версію пісні "It's My Life" котра стала міжнародним хітом, У грудні 2003-го досягла 20-го місця у Британських чартах та січні 2004-го 10-го місця у американському чарті Billboard.

### У культурі
- Пісня «Life's What You Make It» звучить у грі Grand Theft Auto: Vice City.
- Пісня «Life's What You Make It» звучить у титрах фільму Головою об стіну.
- Пісня «It's My Life» (розширена версія) звучить у грі Grand Theft Auto: Vice City Stories.
- Пісня «It's My Life» звучить у грі Saints Row: The Third.
- Пісня «Life's What You Make It» звучить у 8-му епізоді («Lost and Found») 2 сезону серіалу Red Oaks.
- Пісня «Such a Shame» звучить у одному із епізодів серіалу Deutschland 86.